# Rainville
Rainville è un comune francese di 294 abitanti situato nel dipartimento dei Vosgi nella regione del Grande Est.

## Società

### Evoluzione demografica
Abitanti censiti